# Курт Річебехер
Курт Річебехер (нім. Kurt Richebächer 1918 — 24 серпня 2007) народився в Карлсруе, Німеччина. Він вивчав економіку підприємства в Берліні та захистив докторську дисертацію в Гейдельберзькому університеті в 1945 році. Він розпочав свою кар'єру як журналіст, перш ніж стати міжнародним банкіром та економістом. Послідовник Австрійської школи економіки. Найбільш відомий своїм інформаційним бюлетенем «The Richebächer Letter», який у різний час також поширювався як «Валюти та кредитні ринки».
Батько Річебехера відправив його до Великої Британії перед Другою світовою війною, щоб покращити його вільне володіння англійською мовою. Перебуваючи в Лондоні, він захопився вивченням економіки. Він повернувся вчитися в Берлін і отримав ступінь доктора економіки після закінчення війни.

## Повоєнні роки
З 1945 по 1958 Річебехер був економічним журналістом/коментатором. Річебехер був одним із журналістів, які висвітлювали візит Конрада Аденауера до Москви в 1955 році для відновлення дипломатичних відносин між Радянським Союзом і Федеративною Республікою Німеччина. У 1957 році він поїхав до Лондона, щоб стати коментатором британської економічної політики. У 1964 році він був призначений на посаду головного економіста та керівного директора Dresdner Bank у Франкфурті. Richebächer давав економічні поради клієнтам свого роботодавця. Однак іноді він критично ставився до економічної політики уряду Гельмута Шмідта.
У 1977 році Понто став жертвою спроби викрадення лівої організації, відомої як Фракція Червоної Армії. Це призвело до вбивства Понто. Через деякий час після цієї події Річебехер вирішив залишити DresdnerBank і запропонувати свої консультації на позаштатній основі. На його прощальному заході в DresdnerBank були присутні багато видатних економістів і банкірів, у тому числі Пол Волкер, який тоді був президентом Федерального резервного банку Нью-Йорка, і Джон Екстер, колишній член ФРС Нью-Йорка, радник центральних банків.
У 1980 році він опублікував книгу під назвою: «Im Teufelskreis der Wirtschaftpolitik» (видавець: Bonn Aktuell Gmbh), яка містить історичне дослідження фінансової та економічної кризи та досліджує перехід від вільних ринків до того, що він вважав — фіскальним соціалізмом.
Останні роки життя Річебехер жив у Франції. Він робив внески на лібертаріанський веб-сайт «dailyreckoning.com». Річебехер вважається членом Австрійської школи економіки і багато в чому завдячує Людвігу фон Мізесу, Фрідріху Гаєку та Екстеру.
У 2006 році, за два роки до рецесії 2008 року, він прокоментував: «Спад і ведмежий ринок цін на активи неминучі для економіки США… Усі питання, що залишилися, стосуються виключно швидкості, глибини та тривалості економічного спаду».
Ріхебехер помер 24 серпня 2007 року у віці 88 років